# Nuoto ai Giochi della XXXI Olimpiade - 10 km maschili
La maratona dei 10 km maschile dei Giochi della XXXI Olimpiade si è svolta il 16 agosto 2016, nella zona prossima al Forte di Copacabana.

## Risultati
| Posizione | Atleta                          | Nazionalità   | Tempo     | Ritardo | Note |
| --------- | ------------------------------- | ------------- | --------- | ------- | ---- |
| Oro       | Ferry Weertman                  | Paesi Bassi   | 1:52:59.8 |         |      |
| Argento   | Spyridōn Gianniōtīs             | Grecia        | 1:52:59.8 | 0.0     |      |
| Bronzo    | Marc-Antoine Olivier            | Francia       | 1:53:02.0 | +2.2    |      |
| 4         | Zu Lijun                        | Cina          | 1:53:02.0 | +2.2    |      |
| 5         | Jordan Wilimovsky               | Stati Uniti   | 1:53:03.2 | +3.4    |      |
| 6         | Simone Ruffini                  | Italia        | 1:53:03.5 | +3.7    |      |
| 7         | Federico Vanelli                | Italia        | 1:53:03.9 | +4.1    |      |
| 8         | Yasunari Hirai                  | Giappone      | 1:53:04.6 | +4.8    |      |
| 9         | Christian Reichert              | Germania      | 1:53:04.7 | +4.9    |      |
| 10        | Chad Ho                         | Sudafrica     | 1:53:04.8 | +5.0    |      |
| 11        | Evgeny Drattsev                 | Russia        | 1:53:04.8 | +5.0    |      |
| 12        | Oussama Mellouli                | Tunisia       | 1:53:06.1 | +6.3    |      |
| 13        | Márk Papp                       | Ungheria      | 1:53:11.7 | +11.9   |      |
| 14        | Sean Ryan                       | Stati Uniti   | 1:53:15.5 | +15.7   |      |
| 15        | Ventsislav Aydarski             | Bulgaria      | 1:53:16.1 | +16.3   |      |
| 16        | Ivan Enderica Ochoa             | Ecuador       | 1:53:16.2 | +16.4   |      |
| 17        | Richard Weinberger              | Canada        | 1:53:16.4 | +16.6   |      |
| 18        | Allan do Carmo                  | Brasile       | 1:53:16.4 | +16.5   |      |
| 19        | Kane Radford                    | Nuova Zelanda | 1:53:18.7 | +18.9   |      |
| 20        | Richard Nagy                    | Slovacchia    | 1:53:35.4 | +35.6   |      |
| 21        | Jarrod Poort                    | Australia     | 1:53:40.7 | +40.9   |      |
| 22        | Erwin Leon Maldonado Savera     | Venezuela     | 1:54:33.6 | +1:33.8 |      |
| 23        | Marwan Ahmed Aly Morsy Elamrawy | Egitto        | 1:59:17.2 | +6:17.4 |      |
| 24        | Vitaliy Khudyakov               | Kazakistan    | dq        |         |      |
| 25        | Jack Burnell                    | Gran Bretagna | dq        |         |      |